# Dhaka Stock Exchange General Index
Le Dhaka Stock Exchange General Index, ou DGEN, est un indice boursier de la bourse de Dhaka. Il se compose des principales capitalisations boursières du Bangladesh.

## Corrélation avec les autres bourses
Les performances annuelles de l'indice DSEGI se sont rapprochées de celles du Dow Jones, du DAX, du CAC 40 et du Footsie, les grands marchés boursiers étant de plus en plus dépendants les uns des autres depuis une quinzaine d'années.